# God of Thunder
«God of Thunder» es una canción de la banda estadounidense de rock Kiss, incluida en su cuarto álbum de estudio, Destroyer (1976). Su compositor fue el guitarrista Paul Stanley, aunque el productor Bob Ezrin realizó algunos cambios significativos, como ralentizar su tempo y decidir que el bajista Gene Simmons fuera quien le pusiera voz porque se ajustaba mejor a su personalidad. En su letra, entre menciones a la mitología griega, el bajista se considera una poderosa deidad. Su grabación, al igual que el resto del álbum, tuvo lugar en los estudios Record Plant a comienzos de 1976, donde además los hijos de Ezrin añadieron voces adicionales.
A pesar de no ser publicada como sencillo, Kiss ha tocado «God of Thunder» en la mayoría de sus conciertos y durante su interpretación, Simmons utiliza recursos escénicos como elevarse sobre el escenario o escupir sangre. La canción recibió además generalmente críticas positivas y ha aparecido en la mayoría de los recopilatorios y discos en directo del conjunto. Además, agrupaciones como White Zombie, Melvins, Death, Iced Earth y Entombed la han versionado en algunos de sus álbumes.

## Composición y grabación
Desde su formación en 1973, el guitarrista Paul Stanley y el bajista Gene Simmons habían sido los principales compositores de Kiss y ponían voz en sus propios temas, aunque en ocasiones cedían algunos de ellos para que el batería Peter Criss fuera el cantante. De acuerdo con Simmons, «al final de nuestro tercer disco [Dressed to Kill], nos habíamos acostumbrado mucho a los estilos de composición de cada uno. Las pistas de Paul siempre eran un poco más enérgicas y felices, y las mías siempre eran más oscuras y sombrías». El bajista además declaró que su compañero había creado «God of Thunder» como una demostración de que «cualquiera puede componer una canción de Gene Simmons», aunque el propio Stanley negó tal afirmación. Según el guitarrista: «Está en la naturaleza de Gene dar glamour a una historia y hacerla más interesante de lo que realmente es. Escribí esa canción sobre mí. Está Apolo, está Zeus, está Neptuno, están todas estas deidades. Y luego estoy yo, el dios del trueno».
Durante el tiempo libre que tenía entre conciertos, Stanley grabó algunas maquetas en los estudios Magna Graphic con Simmons al bajo y el mánager de giras J. R. Smalling a la batería y posteriormente se las envió al productor Bob Ezrin. Para sorpresa del guitarrista, el productor tomó la decisión de ralentizar su sonido y recomendó que Simmons fuera el vocalista. Ezrin subrayó que cada integrante debía tener un tema que proporcionara mayor profundidad a su respectivo personaje, porque para él «Paul es el romántico. Así que es quien canta “Do You Love Me”. Y Gene es el monstruo de la banda. Así que él tiene que cantar “God of Thunder”». Stanley finalmente tuvo que someterse a la determinación de Ezrin: «Nuestra norma era que el productor tenía la última palabra», aunque posteriormente la elogió, ya que en su opinión «es la canción perfecta para Gene y nunca podría hacer lo que él hizo con ella porque es realmente la personificación de quien es». Respecto a la letra, Simmons alegó que después de escuchar la pista cambió algunas partes: «Tuve una visión de la escena de Fantasía cuando se abren las montañas y emerge esa gran cosa alada [Chernabog]; algo salido de las sombras. Pero la letra de Paul era toda sobre Afrodita y el amor».
Kiss hizo los primeros ensayos y grabaciones en los Electric Lady Studios de Nueva York en septiembre de 1975, donde había realizado el álbum Dressed to Kill, sin embargo, las grabaciones definitivas con Ezrin comenzaron en enero de 1976 en el estudio Record Plant. Durante una de las sesiones el productor llevó consigo a sus hijos David y Josh, que durante su estancia jugaron con un casco y un walkie-talkie que se comunicaban y que su padre les había comprado en una tienda de Francia. A Ezrin le interesó el sonido de los juguetes e incorporó un micrófono al casco para posteriormente grabar las voces de sus hijos e incorporarlas al inicio de la canción: «Le dije a Josh que fuera un monstruo. David estaba haciendo gritos de lobo, rechinaba los dientes y aullaba. Pensé que era increíble. Le puse un montón de reverberación y el cuarteto estaba contento de que lo incluyera en la pista». Respecto a la batería, el productor decidió situarla en un ascensor de madrugada para que estuviera vacío y le pidió a Peter Criss que hiciera un gran redoble para aprovechar la reverberación. Por su parte, Simmons hizo debutar su característico gruñido «demoníaco» que permanecería en temas futuros como «Almost Human», «Larger than Life», «War Machine» y «I Love It Loud». Sobre su estructura, está dirigida por un riff a lo Black Sabbath tocado en mi menor y afinado en mi bemol menor.

## Recepción crítica

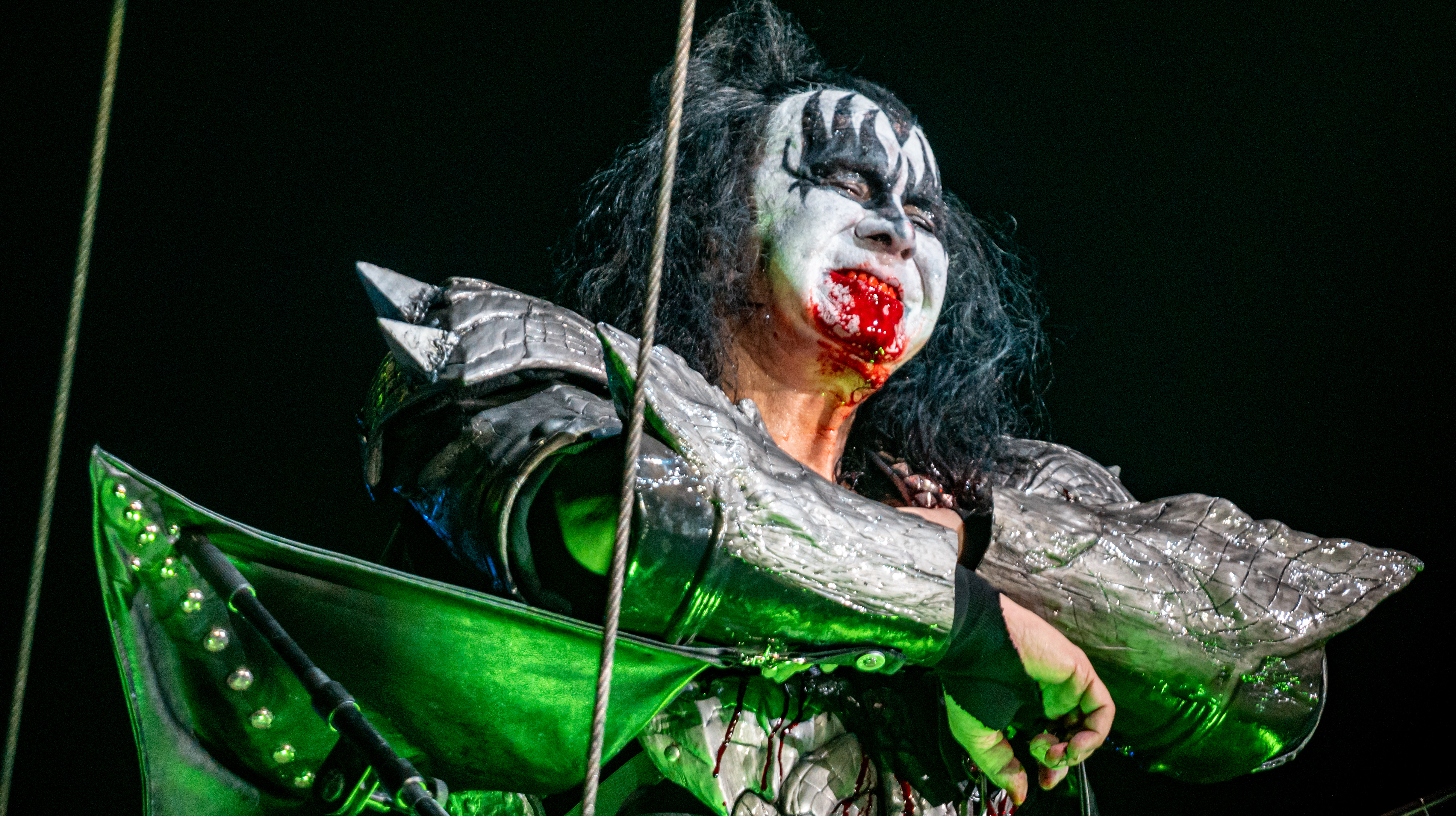
El bajista antes de interpretar la canción en Londres, en 2019.

Tras su lanzamiento como parte del álbum Destroyer, así también como cara B del sencillo «Flaming Youth», «God of Thunder» recibió principalmente reseñas positivas y ha sido seleccionada en varias ocasiones como una de las mejores canciones de Kiss. Donald A. Guarisco de Allmusic señaló que «está construida sobre un paisaje sonoro cavernoso, empapado de eco, anclado por el trabajo de batería militar de Peter Criss y conducida por chillones riffs de guitarra eléctrica y una línea de bajo palpitante. Simmons grita la letra con un rugido grave y Ezrin la viste con voces infantiles espeluznantes y balbuceantes». Robert Dimery, escritor del libro 1001 discos que hay que escuchar antes de morir, la calificó como «uno de los himnos immortales» del álbum. Por su parte, Chuck Klosterman del sitio web Grantland destacó que habría sido más interesante si Ezrin hubiera mantenido el tempo proto-disco de la maqueta original. El equipo de la revista Classic Rock lo seleccionó como el octavo mejor tema de la banda y lo calificó como «el más épico» de la carrera del grupo y el que «definió el personaje desmesurado de Simmons». Tim Peacock de uDiscover Music también lo llamó «épico» y remarcó que el bajista «hizo una labor excelente» y que ahora la pista «ya es sinónimo de él». Jay Dedrick del periódico Herald-Journal la situó como la octava mejor canción de Kiss y la resumió como «la mitología griega conoce a las películas de terror».

## Legado
Debido a su sonido enfocado al heavy metal, la canción ha sido versionada principalmente por grupos y artistas de este género. En 1989, White Zombie publicó el EP «God of Thunder» que naturalmente incluyó su versión del tema y en cuya portada aparece el vocalista Rob Zombie sujetando por el cabello a un personaje maquillado como Gene Simmons. Su bajista Sean Yseult señaló que desde sus inicios tocaban algunas de sus canciones en clubes y destacó que «cuando conocí a Rob, era un gran fan de Kiss. Amaba a Kiss». Melvins, que ya había editado su interpretación de «Love Theme from Kiss» en su segundo álbum de estudio, grabó «God of Thunder» para su inclusión en el disco tributo Hard to Believe (1990). Además, su futuro batería, Coady Willis, remarcó que cuando era un niño se obsesionó con Peter Criss y que escuchaba la versión en directo de Alive II «una y otra y otra vez». Death la versionó para la edición japonesa de Human (1991), Iced Earth para Tribute to the Gods (2002) y Entombed para su recopilatorio Sons of Satan Praise the Lord (2002). Eagles of Death Metal la interpretó en Eagles Of Death Metal Presents Boots Electric Performing The Best Songs We Never Wrote (2019) y su líder Jesse Hughes apuntó que la eligió porque Destroyer fue el primer álbum que compró. Por su parte, Kat Bjelland de Babes in Toyland consideró que «“God of Thunder” me convirtió al rock and roll porque Gene Simmons la cantaba. Sonaba tan heavy, vil y malvado, como si su alma estuviera siendo arrancada de su pecho. Me daba escalofríos», mientras que Mr. Lordi, cantante de Lordi, la calificó como su canción favorita de Kiss y utilizó la versión original como introducción de sus conciertos. Abbath, exvocalista de Immortal, recordó que un amigo le puso la cinta de Destroyer y que escuchar la pista fue «realmente espeluznante. En aquel momento me preguntaba si el diablo estaba al micrófono». Además declaró que la maqueta original con la voz de Stanley «suena genial. Solo los coros suenan un poco simples».

## Presentaciones en directo

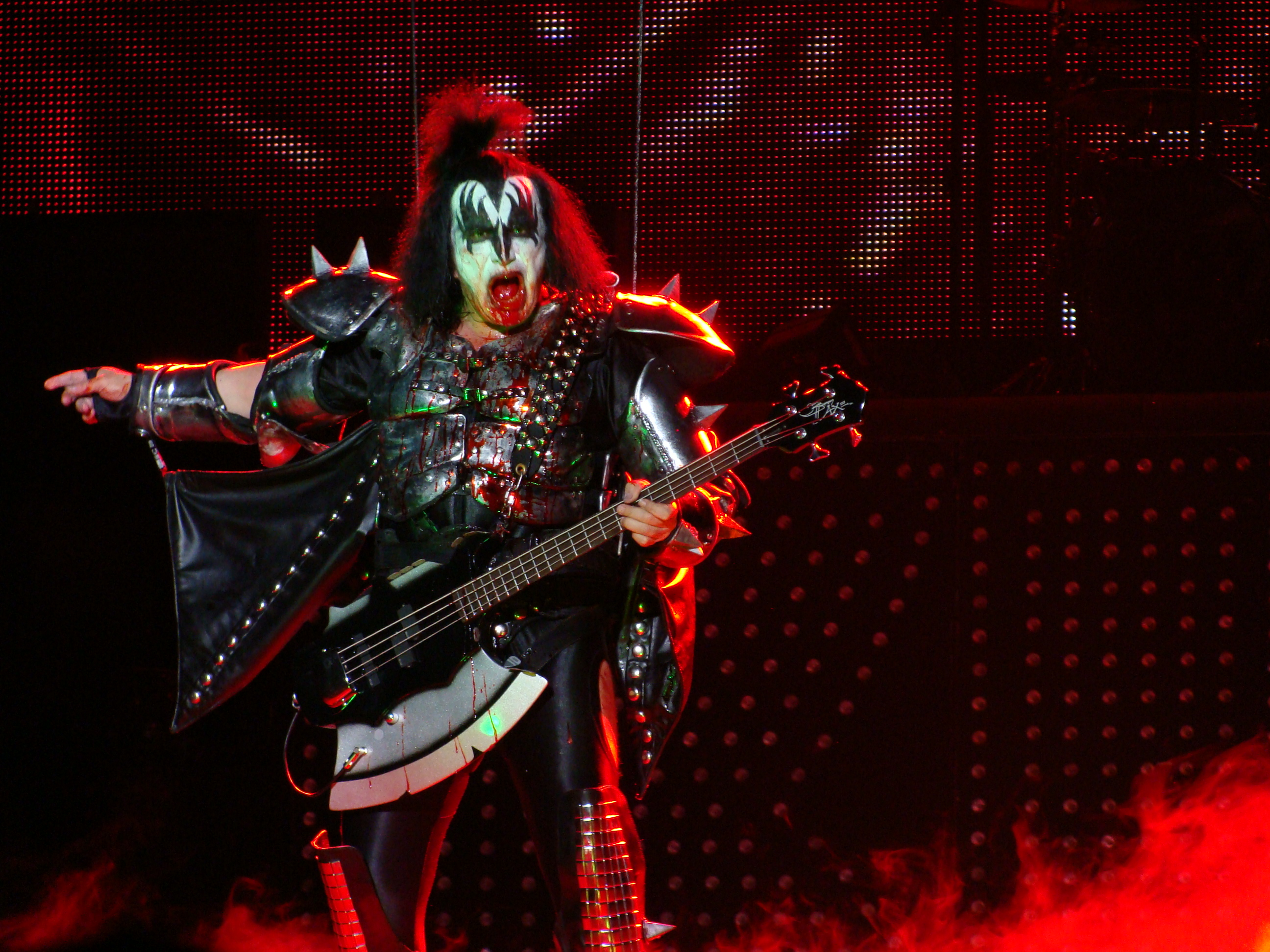
Simmons durante una interpretación del tema en Vitoria (2010).

Kiss interpretó «God of Thunder» por primera vez en el Destroyer Tour, en abril de 1976, aunque sería a partir de agosto cuando Simmons le incorporaría un solo de bajo y un hábito de escupir sangre falsa. La canción permanecería en su repertorio habitual y desde el Dynasty Tour el bajista, con la ayuda de cables y un motor, se elevaría para interpretarla desde el puente de luces. La banda dejó de tocarla a partir del Lick It Up Tour, ya sin Ace Frehley ni Peter Criss, cuando sus integrantes habían abandonado sus característicos maquillajes y no regresaría a su repertorio hasta el Hot in the Shade Tour, en el que la agrupación incorporó una esfinge que abriría su boca durante el último verso de la canción. En 1995, el grupo tocó una versión al estilo country del tema en una serie de convenciones de aficionados y en el concierto para MTV Kiss Unplugged, mientras que en 2003 la representó con la Orquesta Sinfónica de Melbourne y el director David Campbell. Por otra parte, en su actuación de fin de año de 2020 en Dubái, Simmons no escupió sangre y cambió la frase «virgin soul» —en español: Alma virgen— por «sacred soul» —en español: Alma sagrada— para evitar ofender a la población.
Tras su salida del conjunto, Frehley y Criss también interpretaron la pista en directo. El primero la tocó en el programa VH1 Rock Honors donde Kiss recibió un homenaje por su carrera y en el cual el guitarrista contó con la colaboración de Scott Ian, Tommy Lee, Gilby Clarke, Slash y Rob Zombie. Precisamente, este último invitó a Criss a que la interpretara junto a su banda en Nueva Jersey, en 2014.

## Créditos
| - Gene Simmons - voz, bajo - Paul Stanley - guitarra rítmica - Ace Frehley - guitarra solista - Peter Criss - batería | - Bob Ezrin - producción musical, teclado, efectos de sonido - David y Josh Ezrin - voces - Jay Messina y Corky Stasiak - ingeniería |

Fuente: Discogs y Encyclopedia of Kiss.

## Historial de lanzamientos
| Versión de estudio - 1976: Destroyer - 1976: «Flaming Youth» - 1978: Double Platinum - 1982: Killers - 1997: Greatest Kiss - 1998: Greatest Hits - 2008: The Complete Collection - 2008: Favorites - 2008: Ikons - 2012: The Casablanca Singles: 1974-1982 | Versiones en directo - 1977: Alive II - 2003: Kiss Symphony: Alive IV - 2005: Gold - 2006: Alive! The Millennium Concert - 2016: Kiss Rocks Vegas - 2021: Off the Soundboard – Tokyo 2001 | Maqueta - 2001: The Box Set - 2014: Kiss 40 |